# قشلاق يل أتان حاج عباس (مقاطعة بيله سوار)
قشلاق یل أتان حاج عباس (بالفارسية: قشلاق یل اتان حاج عباس) هي منطقة سكنية تقع في إيران في أردبيل. يقدر عدد سكانها بـ 14 نسمة .